# Cymatiella
Cymatiella là một chi ốc biển săn mồi, là động vật thân mềm chân bụng sống ở biển trong họ Ranellidae, họ ốc tù và.

## Các loài
Các loài thuộc chi Cymatiella bao gồm:
- Cymatiella ansonae (Beu, 1988)[2]
- Cymatiella columnaria (Hedley & tháng 5 năm 1908)[3]
- Cymatiella eburnea (Reeve, 1844)[4]
- Cymatiella pumilio (Hedley, 1903)[5]
- Cymatiella sexcostata (Tate, 1888)[6]
- Cymatiella verrucosa (Reeve, 1844)[7]